# Jeziorna (województwo zachodniopomorskie)
Jeziorna – wieś w Polsce położona w województwie zachodniopomorskim, w powiecie szczecineckim, w gminie Borne Sulinowo.
Wieś królewska Flokesia starostwa drahimskiego, pod koniec XVI wieku leżała w powiecie wałeckim województwa poznańskiego.